# عندما التقينا (فلم هندي)
جاب وي ميت (بالإنجليزية: Jab We Met)، و (بالعربية: عندما التقينا) فيلم بوليودي رومانسي (عاطفي) كوميدي (فكاهي) إنتاج عام 2007 وكتبه وأخرجه امتياز علي.استوحي الكاتب امتياز علي الفيلم من الحلقات الأولى من المسلسل الهندي kasauti zindagi kay-KZK (ثالث أكثر مسلسل مشاهدة في آسيا حتى الآن، كما أنه كان يعمل مع ايكتا كابور (منتجة مسلسل kasauti) منذ سنوات أعلى مرات الهندي يقول ان أنشأ للشخصية الكاملة لجيت كارينا كابور مطابق لحياة الشخصية بريرنا وأنشأ شخصية أديتيا شاهيد كابور من شخصية أنوراغ في مسلسل KZK انتج الفيلم هليلين ميهتا تحت شري Ashtavinayak Cinevision المحدودة، والنجوم شاهيد كابور وكارينا كابور في فيلمهم الرابع معا. دارا سينغ و ساميا تاندون، ممثلين بارزين في شمال الهند، أدوا أدوار مساعدة.
يحكي الفيلم قصة فتاة بنجابية مشاكسة يتم إرسالها عن مسارها عندما تصطدم برجل أعمال مكتئب من مومباي في قطار النوم إلى دلهي. بينما كان يحاول الحصول على اعادته على متن القطار عندما ترجل في موقف المحطة، وكلاهما تقطعت بهم السبل في وسط اللا مكان. بعد أن خرج من ضغط وظيفته، والرجل لا يوجد لديه مكان يتوجه إليه، وحتى أجبرته الفتاة على اصطحابها إلى منزلها، ثم إلى هرب مع صديقها السري.
صدر الفيلم في المملكة المتحدة، قبل يوم واحد من الإصدار في جميع أنحاء العالم في 26 أكتوبر، وحاز الفيلم على نجاح كبير في
شباك التذاكر الهندي فضلا عن القيام بأرباح جيدة في الخارج. نظرا لنجاحه، أعلن الموزعين من الفيلم، شري Ashtavinayak Cinevision المحدودة، أن عندما التقينا سيعاد إنتاجه بواسطة شركات موسير باير في أربع لغات هندية جنوب -- التاميلية، والتيلوجو، والكانادا، والمالايالامية. 

## الملخص
أديتيا كاشياب شاهيد كابور، ابن رجل الصناعة الشهير، أصيب بالاكتئاب بعد حضور زواج الفتاة التي يحبها إلى شخص آخر. وشعر بالخجل لمواجهة العالم، وخرج من جمع الزواج واستقل قطار في الليل. بينما على متن القطار، يلتقي بجيت ديلون كارينا كابور، وهي فتاه جميلة، ثرثارة تترك مومباي للذهاب إلى مسقط رأسها—بهاتيندا (البنجاب).
في البداية، يجد أديتيا جيت مزعجة جدا، ويصبح كل لقاء تعذيب نفسي له. وتفصح له عن خطط كبيرة للهروب مع صديقها انشمان (تارون أرورا) كما أنها تخشى من استياء والديها. وتزعج جيت أديتيا إلى نقطة يحصل منه مغادرة القطار. كما أنها تحاول الحصول على اعادته على متن القطار، وقالت انها ينتهي في عداد المفقودين وبين اثنين من يجدون أنفسهم عالقين على Badnagar محطة مهجورة مع أي أمتعة أو المال. جيت تواجه أديتيا ويخبره بأنه هو المسؤول حاليا عن الحصول على بلدها سالمة إلى منزلها في ولاية البنجاب. وكلاهما يبدأ رحلة المثالية من خلال قلب غزير شمال المحيط الهندي، وتشق طريقها من خلال الحافلات وسيارات الأجرة والعربات التي تجرها الجمال، لتصل إلى منزلها. أديتيا، من خلال إنفاق الكثير من الوقت مع جيت، ويبدأ الشعور بالرضا عن الحياة مرة أخرى.
لدى وصوله، جيت عائلة (باوان مالهوترا، دارا سينغ وكيران جونيجا) اخطاء وهما لعشاق، الا انهما سرعان ما جيت عائلة أؤكد أنه لا يوجد شيء من هذا القبيل يحدث بينهما. أديتيا تقول أسرتها وهو موسيقي لتجنب الاعتراف الصناعي الشهير، وعائلتها يقبل هذا. وبعد بضعة أيام، جيت عائلة العثور على الخاطب لبلدها الذي سيتم التوصل لطلب يدها في الزواج. بينما هو هناك، جيت الخاطب يؤدي إلى الاعتقاد انه الشهود لحظة حميمة بين أديتيا وجيت، مما يجعل جيت تحقيق ما تود (الخاطب لمغادرة). في وقت لاحق من تلك الليلة، جيت يمتد من منزلها مع أديتيا على الزواج انوشمان في مانالى. ومع ذلك، يرى جيت أخت لهم الهروب معا، ويعلم جميع أفراد العائلة. انهم سارعوا جعل الهروب، ولكن هذا يؤكد الشكوك في جيت عائلة أنهم عشاق. هروب اثنين من لمانالى ثم جزء كل منهما في سبيله.
لدى عودته إلى مومباي مع الاقتناع الجديد والنظرة الإيجابية على الحياة بسبب جيت نفوذ، أديتيا أدلة شركته إلى النجاح المدقع. حوالي تسعة أشهر بعد وصوله، انه إطلاق منتج جديد، وبطاقة الدعوة من جانب اسم «جيت». جيت عائلة يرى هذا الإطلاق على شاشة التلفزيون، ويدير إلى مومباي لتلبية أديتيا. أديتيا تشعر بالصدمة لسماع ان جيت لم عادوا إلى ديارهم. انه يأخذ على عاتقه في العثور عليها وإعادتها إلى أسرتها.
أديتيا يعود إلى مانالى حيث أنه يتوقع لها أن تكون مع زوجها الجديد ولكنه يرى أن انشمان تحولت لها للخروج إلى الشوارع، ورفض أن يتزوجها. بعد أن أقول بضع كلمات حاقد على انشمان على ما فعله، أديتيا يترك للعثور على جيت. وأخيرا قال انه المسارات من روعها في شيملا، وهي بلدة تقع في جبال الهيمالايا والمصابين بصدمات نفسية لمعرفة ما أنها أصبحت: فتاة هادئة، ومحفوظة والبائس الذي يقوم بالتدريس في إحدى المدارس. مقنعة لها لمواجهة ظروفها، وقال انه يدير لنعيدها إلى مومباي وتبدأ الامور للبحث عن لبلدها مرة أخرى. ومع ذلك، انشمان يصل أحدهم وأنه قد أدرك أنه كان النطر ويحاول رأب الصدع في العلاقات بينهما. في البداية، جيت لا اعتقد أنها سوف تقبل اعتذاره ولكن أديتيا يدفع لها لقبوله، ويكون معه على الرغم من انه يحبها جدا. كل ثلاثة ثم السفر للعودة إلى بهاتيندا لجلب جيت الظهر وأن أعلن أن جيت وانشمان تشارك فيها. العودة في بهاتيندا، العائلة مرة أخرى يفترض أن جيت وأديتيا معا ويتم في كل التباس لا توجد فرصة لتصحيح المفاهيم الخاطئة للعائلة. أثناء محاولة واضحة لسوء الفهم، وحالات تجعل جيت تدرك أنها في واقع الأمر في حالة حب مع أديتيا، لا انشمان وبالتالي، سواء منهم من الزواج.

## طاقم العمل
- شاهيد كابور في دور أديتيا كاشياب—مثقل التفكير في الحاجة إلى الارتقاء إلى مستوى سمعة هائلة من والده الراحل، أديتيا، رجل الصناعة الشباب مليء القلق واليأس. انه مشغول جدا القتال مخاوفه انه يرفض الاستمتاع بالحياة حتى جيت يدخل حياته.
- كارينا كابور في دور جيت ديلون—قالت فتاة من طائفة السيخ بهاتيندا، جيت هو الثرثرة المتواصلة التي تنظر إلى العالم من خلال نظارات ملونة ارتفع.
- باوان مالهوترا في دور عمه جيت
- دارا سينغ في دور جد جيت
- كيران جونيجا في دور والدة جيت
- ساميا تاندون في دور روب
- تارون أرورا في دور انشمان
- ديفيا شاه في دور والدة أديتيا

## الإنتاج
بدا العمل في الإعداد على إنتاج الفيلم في أوائل عام 2007 عندما شري Ashtavinayak Cinevision المحدودة أعلنت أن مدير امتياز علي سيكون توجيه ثم الحياة الحقيقية زوجين شهيد وكارينا كابور في أول مشاركة لها "كامل الفيلم الرومانسي".  عندما بدأ علي الصب للفيلم، كانت كارينا كابور مدير الخيار الأول لتصوير دور ديلون جيت بينما كان يلقي شهيد كابور للعب دور أديتيا كاشياب، بعد أن اجتمع معه علي واكتشفت الفاعل كان أكثر من صبي أصحابها. على اثنين من العناصر الفاعلة الرصاص، وعلي، بالقول: "أردت أن الفتاة التي قد تبدو طبيعية في الكواليس حيث يفتقد القطار. وكان لا بد من دون المكياج، والشخص الذي يمكن أن يكون مفرطا، ثرثارة ومثيرة للاهتمام ولكن ليس للغضب. لم أكن أبدا من المعجبين لها [كارينا] ولم ير الكثير من النقر عليها، ولكن أنا فقط عرفت كارينا كان مثاليا بوصفها جيت [...] [ومن جهة أخرى]، وعندما التقيت به [شهيد]، ادركت انه لم يكن الفاعل للنسيان أنه يأتي عبر في العديد من أفلامه. فقد مرت الكثير في الحياة والنضج التي لم تكن قط أخرج. انه مثالي بالنسبة لدور الشباب، وناضجة، الرجل هادئة.
بدأ طاقم الفيلم في التصوير في 20 مارس 2007 فصاعدا في شانديغار، والبنجاب، وبعد ذلك توجهت إلى الفيلم في أماكن مثل شيملا  ومانالى، هيماتشال براديش،  حيث طاقم تصوير أغنية على جبال الهيمالايا  وRohtang بالمرور.  في حين إطلاق النار على الجدول الزمني الأخير من الفيلم في مومباي، وأشارت المصادر إلى أن الزوج قد يؤدي تفككت. على الرغم من أن وسائل الاعلام المتوقعة على أنها دعاية للفيلم، وكان في وقت لاحق أكدت أن الزوجين قد فككت بالفعل. عنوان الفيلم كان قد قرر، بتصويت شعبي؛ رواد السينما كان الاختيار بين ولاية البنجاب بريد، إيشك فيا بهاتيندا وجاب وي ميت. 
للترويج للفيلم، ظهرت الممثلون بشكل منفصل في برامج تلفزيونية مختلفة. كارينا كابور كما يبدو القاضي ضيفا على موهبة الغناء سا ري با جا ما تحدي 2007 شهيد كابور في حين ظهرت على أمول صوت نجمة الهند وJhalak Dikhhla jää على التوالي؛  التي ظهرت في وقت لاحق معا في مسلسل تلفزيوني عد إلى Baliye. بصرف النظر عن هذا، والمنتجين أيضا باللون اثنين الكامل القطارات المحلية في مومباي من الخطوط الغربية والوسطى مع الأبرة التقينا التصوير، حيث شهيد كابور وتجاذب اطراف الحديث مع الركاب الآخرين، وأبلغهم عن الفيلم. في ليلة 23 أكتوبر 2007، لمعاينة خاصا للفيلم نظمت في استوديوهات ياش راج في مومباي لتلك المرتبطة الفيلم وعائلاتهم.

## الإصدار

### استقبال
افتتح فيلم لاستعراض إيجابي في 26 أكتوبر، 2007 مع افتتاح جيدة إلى حد ما من 70 ٪ في جميع أنحاء الهند في وقت لاحق، وارتفع إلى 90 ٪ خلال عطلة نهاية الأسبوع. وبذلك يصل مجموع الأعمال الأسبوع الأول صافية قدرها 11.75 كرور من 350 دار سينما،  الفيلم دخلت الاسبوع الثاني مع مجموعات قوية جدا ، وشهدت زيادة ضخمة مع 40 ٪ -50 ٪ زيادة في ويبين جميع أنحاء العالم.
مواصلة المسيرة القوية في الاسبوع الثاني مع مجموعة من أكثر من 9 كرور ومدتها أسبوعان مجموعه 21 كرور،  الفيلم كان أعلن ضرب.  خلال الأسبوع الثالث، تمكنت الأبرة اجتمعنا لآخر إضافة إلى 2 كرور مجموعاته  ولكنها تعرضت لانتكاسة بسبب وصول فرح خان 'ق أوم شانتي أوم وسانجاي ليلا بهنسالي' ق ساواريا، الأمر الذي أدى في عدد من يظهر في الفيلم أن تخفض. نتيجة لمطلب شعبي وضعف أداء هذا الأخير، في الأسبوع التالي شهد زيادة في عدد النسخ للفيلم في جميع أنحاء البلاد، ، وأسفر ذلك عن زيادة بنسبة 50 ٪ من الفيلم المجموعات. إكمال الخمسين يوما ناجحة في شباك التذاكر في 14 ديسمبر، 2007،  الفيلم تلقى فائقة تصل إلى حالة من BoxOffice الهند  واستمر يعمل بنجاح في دور السينما مع أكبر عدد من العروض من الكثير في وقت لاحق إطلاق سراحهم، وأوم شانتي أوم. 
في شباط / فبراير 2008، جاب وي ميت حققت الأعمال صافية تزيد عن 30 كرور، ، وبرز كواحد من أكبر تبلغ من السنة. في 30 يناير، 2008، أعلن أن للاحتفال بنجاح لمدة 100 يوم تشغيل في شباك التذاكر، مسجل دور السينما في الهند سيكون لها عرض خاص للفيلم في يوم عيد الحب. 
وفي الوقت نفسه، الأبرة التقينا أيضا فتح جيدا في الخارج وخصوصا في المملكة المتحدة، حيث أطلق سراحه قبل يوم واحد من إطلاق سراح جميع أنحاء العالم من 26 تشرين الأول. ظهور لأول مرة في العدد 10 في المملكة المتحدة، فإن الفيلم حقق 11,488 £ على تصوره ليلة ودفع 144,525 £ على افتتاحه في مطلع الاسبوع، وجمع ما مجموعه 156,013 £ في الفترة من 31 الشاشات. الفيلم واصلت القيام بأعمال تجارية قوية وحصل على مجموعة ممتازة خلال الأسبوع الثاني، مما يجعل لمدة أسبوعين ما مجموعه 325,996 £ [تقريبا. روبية. 2.67 كرور] ؛ الفيلم كان أعلن عظمى ضرب.  على مدى الأسابيع الخمسة المقبلة، التي جمعت جاب وي ميت ما مجموعه 43,529 £ من 54 شاشات  والتي يبلغ المجموع الكلي من 424,681 £ [تقريبا. روبية. 3.30 كرور] 

### الاستعراض
عند اللإصدار، افتتح الفيلم لاستعراض إيجابي. واشاد النقاد الفيلم على بساطته، ورومانسيته، وقالوا انه «أحد من أروع الأفلام الرومانسية اتي انتجتها بوليوود في عام 2007». وبصفة خاصة قدروا إخراج وأداء الفيلم. تاران أدارش من بوليوود هانجاما أعطى الفيلم على 3.5 من 5 التصنيف قائلا انه «كما منعش بوصفها الجليد عصير البطيخ باردة في حرارة الشمس الحارقة.»  سوبهاش K. جها وكتبت: "...ضربة بالكوع التقينا هو نوع من التجربة السينمائية التي من الصعب ان تأتي من قبل في هذا اليوم وهذا العصر من السخرية الدخان واستعار الغضب. راجيف Masand من ابن سى ان ان /، الذي أعطى الفيلم 3 نجوم من أصل 5، ووصفه بأنه "فيلم الانفجار مع هذا النوع من اللحظات الجميلة التي قليلا سنجلب ابتسامة على وجهك.
معظم النقاد اتفقوا على أن تسليط الضوء الرئيسي للفيلم كان هذا الزوج الرائدة وشهيد وكارينا والكيمياء. راجيف Masand كذلك اوضح ان «السحر الحقيقي لهذا الفيلم تكمن في أداء اثنين من مقاتليها الرئيسي الذي يؤدي استيلاء على اهتمامكم منذ اللحظة الأولى التي تظهر على الشاشة.»  تاران أدارش، بالقول: "شهيد يسلم حياته أفضل المؤشرات أداء في جاب وي ميت... كارينا هو في قمة مستواه أيضا. ضربة بالكوع التقينا هو نقطة تحول في حياتها المهنية [شخصيا وكذلك مهنيا]. Fantabulous -- هذه هي الكلمة الصحيحة لوصف عملها هذا الوقت. ان الثقة التي كانت تتولى توصيف المتناقضة يتحدث عن مجلدات. هذا الفيلم ينبغي أن نفعل لها ما شيء ما حدث (1998) لم لكاجول.  سوبهاش K. جها وافقت كذلك الكيمياء، "... هناك... والشرر منها بين كارينا وشهيد حتى unselfconsciously الحقيقية هي التي تقوم في نهاية المطاف بالنظر إلى الحروف بدلا من اثنين من العناصر الفاعلة التي يمر بها سلسلة من ببراعة تصور وتنشيط حوادث...
صحيفة تايمز أوف انديا أعطى الفيلم 4 من اصل 5 نجوم الختامية «، والفيلم ينتمي إلى شهيد وكارينا الذين الملعب في العروض لا تنسى وتضفي معنى جديدا للصبي - يجتمع قصة فتاة.»  جوجيندر Tuteja من indiaglitz.com أعطى الفيلم 3.5 من أصل 5 نجوم، ووصفه بأنه «شهيد وكارينا DDLJ"، وخلص إلى أن»... فإنه لن يكون الألم إذا كان أي من هاتين الجهتين لا تحصل على جائزة ومكافأة أدائهم...
تم استعراض إيجابية موجهة نحو المخرج، امتياز علي، وكذلك. إينديتيمس وكتبت: "وبعد الكثير من التقدير سوتشا نا ثا (2004)، وامتياز يذهب أكبر وأفضل والنتيجة ليست سوى ألوان طيران"  في حين Bollyvista.com أشار إلى أن "مؤامرة من الفيلم تم القيام به عدد قليل من الهدوء مرات من قبل في الهند، وكذلك على الصعيد الدولي. ما يميزه هو الكتابة الممتازة والتوجيه من قبل امتياز علي.

### الجوائز والترشيحات
فيما يلي قائمة غير مكتملة تظهر هذه الجوائز والترشيحات جاب وي ميت وردت:
| سنة  | المذيع                                                | جائزة (ق)                                        | النتيجة               |
| ---- | ----------------------------------------------------- | ------------------------------------------------ | --------------------- |
| 2007 | حزب تحرير الهند مقهى جوائز الفيلم                     | أفضل ممثلة                                       | فاز                   |
| 2008 | نجمة الشاشة جوائز                                     | أفضل ممثلة                                       | الجوائز التي فازت بها |
| 2008 | نجمة الشاشة جوائز                                     | ستة ترشيحات إضافية                               |                       |
| 2008 | جوائز ستاردست                                         | أفضل فيلم (شري Ashtavinayak Cinevision المحدودة) | الجوائز التي فازت بها |
| 2008 | جوائز ستاردست                                         | نجمة للسنة -- اناث                               | الجوائز التي فازت بها |
| 2008 | جوائز ستاردست                                         | المحرر اختيار جائزة لأفضل ممثل                   | الجوائز التي فازت بها |
| 2008 | جوائز ستاردست                                         | ثلاثة ترشيحات إضافية                             |                       |
| 2008 | جوائز فيلمفير                                         | أفضل ممثلة                                       | الجوائز التي فازت بها |
| 2008 | جوائز فيلمفير                                         | أفضل حوار (امتياز علي)                           | الجوائز التي فازت بها |
| 2008 | جوائز فيلمفير                                         | خمسة ترشيحات إضافية                              |                       |
| 2008 | السنوية في أوروبا الوسطى جوائز بوليوود                | أفضل زوجين                                       | الجوائز التي فازت بها |
| 2008 | Apsara الأفلام والتلفزيون جوائز نقابة المنتجين        | أفضل ممثلة                                       | الجوائز التي فازت بها |
| 2008 | Apsara الأفلام والتلفزيون جوائز نقابة المنتجين        | أفضل حوار (امتياز علي)                           | الجوائز التي فازت بها |
| 2008 | Apsara الأفلام والتلفزيون جوائز نقابة المنتجين        | أفضل موسيقى (بريتام)                             | الجوائز التي فازت بها |
| 2008 | Apsara الأفلام والتلفزيون جوائز نقابة المنتجين        | ستة ترشيحات إضافية                               |                       |
| 2008 | زي سينما جوائز                                        | أفضل ممثلة                                       | الجوائز التي فازت بها |
| 2008 | زي سينما جوائز                                        | المسار أفضل من السنة (Mauja مرحبا Mauja)         | الجوائز التي فازت بها |
| 2008 | زي سينما جوائز                                        | أفضل سيناريو (امتياز علي)                        | الجوائز التي فازت بها |
| 2008 | زي سينما جوائز                                        | خمسة ترشيحات إضافية                              |                       |
| 2008 | جوائز الأكاديمية الدولية للفيلم الهندي جوائز الاوسكار | أفضل ممثلة                                       | الجوائز التي فازت بها |
| 2008 | جوائز الأكاديمية الدولية للفيلم الهندي جوائز الاوسكار | أفضل حوار (امتياز علي)                           | الجوائز التي فازت بها |
| 2008 | جوائز الأكاديمية الدولية للفيلم الهندي جوائز الاوسكار | خمسة ترشيحات إضافية                              |                       |

## الدي في دي والموسيقى التصويرية

### دي ڤي دي
في 7 ديسمبر، 2007، الفيلم تم إطلاقه رسميا في قرص الفيديو الرقمي (دي في دي) في الولايات المتحدة وبريطانيا والإمارات وغيرها من الأسواق الدولية. قرص واحد هواة جمع عنصر في مربع مغلق، الواردة في دي الإنكليزية والبرتغالية والعربية والترجمة الإسبانية.
في الهند، وجاب وي ميت ق دي في دي أطلق سراحه في 29 كانون الثاني في واحد فضلا عن التوأم الحصري دي في دي مع سعر حزمة من تحت روبية.  50.   في حين أن الفيلم مدته 138 دقيقة، دي في دي إضافية في حزمة التوأم كما أن 20 دقيقة من السمات الخاصة للفيلم القرارات.   بوليوود هانجاما أعطى دي في دي 4 من اصل 5 نجوم وأشار إلى أن "جاب وي ميت أمر لا بد منه شراء، وهناك على الإطلاق أي أفكار ثانية من حوله.  وقد جاء العديد من الأفلام، وتوجه بعد الإفراج عن الأبرة التقينا والوحيدة التي تمكنت من جعل أي انطباع كانت أوم شانتي أوم ، أهلا وتاري Zameen الاسمية.  الآن لا يفسر هذا على المدى الكبير لهذا امتياز علي... الفيلم في شباك التذاكر؟  

### الموسيقي التصويرية
يتألف من مدير والموسيقى، وبريتام، مع كلمات إرشاد كامل، الفيلم الصوت أفرج عنه في 21 سبتمبر، 2007 بواسطة تؤدي الممثلة، كارينا كابور على العرض الموسيقي سا ري با جا ما تحدي 2007.  جوجيندر Tuteja من indiaFM أعطى الموسيقى 3 ونصف من أصل 5 نجوم قائلا : «وفي عام 2007، قد بريتام قد حان حتى مع الموسيقى الجيدة في عدد من الأفلام مثل Bhool Bhulaiyaa، Awarapan، Hattrick، كيا قصة حب هاي ومتزوج فقط. ولكن إذا كان هناك ألبوم واحد أن معظم الأختام بعد الحياة... وقال في مترو الانفاق وتبين أن معظم تجربة مرضية، فمن جاب وي ميت. الالبوم هو مثال ممتاز على كيفية الحصول على نوعية الصوت الذي يمزج الأغاني لشرائح مختلفة من الجمهور».
الفيلم الصوت لأول مرة في عدد 8  وفيما بعد ليصل إلى رقم 5 خلال الأسبوع الثاني. على مدى الأسابيع القليلة القادمة، الألبوم باطراد بدأ يتسلق الموسيقى والرسوم البيانية،  ورأى أن الألبوم زيادة المبيعات بعد إطلاق الفيلم. خلال الأسبوع الذي يبدأ في 19 نوفمبر، في ألبوم محل الصوت من أوم شانتي أوم ونقل ما يصل إلى رقم 1،  ولكن العدد انخفض إلى 2 في الاسبوع التالي. على الرغم من المنافسة من إطلاق أحدث الموسيقى التصويرية، الألبوم قد بقي في صدارة لأكثر من تسعة أسابيع،  وأصبحت واحدة من أنجح الألبومات لعام 2007.
ضربة بالكوع التقينا ليالي الموسيقى التصويرية كانت واردة على لRediff وIndiaFM السنة في نهاية عام  2007 قائمة أفضل 10 ألبومات موسيقى. 
| الأغنية المغني             | ليالي                    | المدة | تلاحظ |
| -------------------------- | ------------------------ | ----- | --- |
| Mauja مرحبا Mauja          | ميكا سينغ                | 4:04  | Picturised على شاهيد كابور وكارينا كابور |
| توم سه مرحبا               | محيط تشوهان              | 5:23  | Picturised على شاهيد كابور وكارينا كابور |
| يه إيشك هاي«               | شريا Ghoshal             | 4:44  | Picturised على شاهيد كابور وكارينا كابور. هذه الاغنية التي أحرزت القومي للأفلام التسجيلية جائزة لأفضل أنثى مطربى لمغنية [[شريا Ghoshal]] لعام 2008. |
| Nagada Nagada              | سونو نيجام & جواد علي    | 3:51  | Picturised يوم شاهيد كابور، كارينا كابور وSaumya تاندون                                                                                             |
| اختصاصيي ميلو تشالو        | Shaan & اوستاد سلطان خان | 5:28  | Picturised يوم شاهيد كابور وكارينا كابور |
| Aaoge توم الأبرة           | الأستاذ راشد خان         | 4:25  | Picturised يوم شاهيد كابور، كارينا كابور وتارون أرورا ألحان الموسيقار الضيف سانديش Shandilya                                                        |
| توم سه مرحبا (ريميكس)      | محيط شوهان               | 4:21  | |
| يه إيشك هاي (ريميكس)       | انتارا ميترا             | 4:31  | |
| Mauja مرحبا Mauja (ريميكس) | ميكا سينغ                | 4:07  | Picturised يوم شاهيد كابور وكارينا كابور |
| توم سه مرحبا (الأداتية)    | دور فعال                 | 4:53  | |

## الروابط الخارجية
- مقالات تستعمل روابط فنية بلا صلة مع ويكي بيانات